# هیلی پیترز
هیلی پیترز (انگلیسی: Haley Peters؛ زادهٔ ۱۷ سپتامبر ۱۹۹۲) بازیکن بسکتبال اهل ایالات متحده آمریکا است.